# Ајнзацгрупа Србија
Ајнзацгрупа Србија (нем. Einsatzgruppe Serbien) (ЕГ Србија), првобитно названа Ајнзацгрупа Југославија (нем. Einsatzgruppe Jugoslawien) (ЕГ Југославија), била је немачка група Шуцштафела (СС) на територији Србије коју су окупирали Немачки током Другог светског рата. Директно одговорна Главној канцеларији за безбедност Рајха у Берлину, ЕГ Србија се састојала од представника различитих канцеларија РСХА, посебно Амт Четири – Гестапо (тајна државна полиција), Амт Пет – криминална полиција и Амт Шест – Аусланд-Зихерхајтсдинст (Спољна обавештајна служба, или Аусланд-СД). Такође је контролисала 64. резервни батаљон полиције Орднунгсполицај (Ордерска полиција).  Док је формално одговоран војном команданту у Србији преко начелника административног огранка војног штаба на окупираној територији, начелник ЕГ Србије је директно одговарао својим претпостављенима у Берлину. 

## Позадина

### Предратне активности у Југославији
Године 1936, начелник београдске генералске полиције Драгомир Јовановић присуствовао је Међународној полицијској конференцији у Берлину, заједно са двојицом потчињених.  Јовановићева београдска генерална полиција била је политичка полиција Управе града Београда и била је блиско укључена у сузбијање Комунистичке партије Југославије од њене забране 1920. године.  Јовановић је на конференцији подржао предлог Комунистичке партије Југославије да пољски делегати да прошире активности Међународне комисије криминалистичке полиције у сарадњи против међународног комунизма. Подржао је и кандидатуру директора немачког Гестапоа Рајнхарда Хајдриха за председника Комисије и разговарао са званичницима Гестапоа о борби против међународног комунизма. У јануару 1937. Јовановић поново путује у Берлин, овога пута са Миланом Аћимовићем, управником града Београда, који је био и повереник председника Владе Југославије Милана Стојадиновића. Двојица Југословена састали су се са Рајхсфирером СС и шефом немачке полиције у Министарству унутрашњих послова Рајха Хајнрихом Химлером и Хајдрихом и договорили сарадњу и размену полицијских официра за везу између Југославије и Немачке. 
Почетком јануара 1938. СС-штурмбанфирер (СС-мајор) Ханс Хелм је постављен за полицијског аташеа немачке дипломатске мисије у Београду. Хелм је био штићеник високог функционера Гестапоа Хајнриха Милера, а његово именовање на ту функцију подстакли су Јовановић и Аћимовић, које је упознао када су посетили Берлин. Немачки амбасадор Виктор фон Херен био је бивши члан дипломатског кора преднацистичке Вајмарске републике и био је опрезан према Хелму и његовој улози, и забринут због тога какав би утицај функционер Гестапоа имао на однос Немачке са Стојадиновићевом владом. У децембру 1938. Аћимовић је постављен за министра унутрашњих послова у кабинету Стојадиновића, али је почетком фебруара следеће године Стојадиновић пао са власти, а Аћимовић је такође остао без ресора. Истовремено, Јовановић је премештен на саветничку функцију у МУП. Међутим, обојица су наставили контакт са Хелмом, а Јовановић је наводно дозволио да се у његовој кући угради тајни немачки Абвер (војнообавештајни) радио. Хелм је одржавао контакт са неколико германофила у Градској управи Београда, укључујући Руса белоемигранта, Николаја Губарева, агента антикомунистичког одељења четврте београдске Генералне полиције. Хелм је култивисао Губарева као доушника, део обавештајне мреже коју је успоставио широм земље за прикупљање политичких и војних информација, укључујући информације о британским и француским обавештајним службама које делују у Југославији. За Хелмову везу са Губаревом знали су обавештајни штабови Врховне команде Краљевске југословенске војске, и као резултат тога, крајем 1939. Губарев је пребачен из Београда. Поред свог обавештајног рада, Хелм је прикупљао и комерцијалне информације, помажући једној немачкој компанији да добије концесију за истраживање нафте у Југославији испред британских интереса.  Дана 27. септембра 1939. године, Гестапо и његова матична организација, Зихерхајтполицај (Безбедносна полиција, или СиПо), стављени су под окриље новог главног уреда безбедности Рајха, којим сада командује Хајдрих, а Гестапо је постао Амт (Канцеларија) четврте РСХА, са Милером као његовим шефом.  
Хелм је био под строгим упутствима да нема посла са људима или организацијама који су били у опозицији према југословенској власти. Ова одговорност пала је на СС-штурмбаннфирер Карла Крауса, који је припадао Амт четврте РСХА, Аусланд-Зихерхајтсдинст (Спољној обавештајној служби, или Аусланд -СД). Краус је у Београд стигао убрзо након формирања РСХА, под лажним окриљем да је био економски саветник Немачког саобраћајног бироа у Београду. Немачки транспортни биро је била организација основана да промовише интересе немачких транспортних компанија, укључујући Немачку државну железницу, авио-компанију и бродске линије Хамбург-Америка и Norddeutscher Lloyd. Директор Немачког саобраћајног бироа био је званични представник Нацистичке партије у Југославији Франц Нојхаузен.  Краус је био одговоран за организовање активности пете колоне међу етничким Немцима у Југославији и за њих је држао предавања у бившој чехословачкој амбасади у Београду. Нојхаузен је искористио свој значајан утицај да помогне Краусу у његовим дужностима. Једном приликом у априлу 1940. Краус и његов помоћник, СС-штурмбаннфирер Адолф Насенштајн, путовали су у Дубровник на јадранској обали без дозволе југословенских власти и ухапсила их је југословенска полиција у Мостару. Они су оптужени и издати налози за њихово протеривање из Југославије. Нојхаузен је организовао њихово пуштање на слободу и одбацивање оптужби и поништење налога за протеривање.  Краус је гајио мрежу доушника која је укључивала чланове југословенске владе, фашистичког Југословенског националног покрета Димитрија Љотића, руске белоемигрантске заједнице и етничких Немаца.  Један од најзначајнијих Краусових обавештајаца био је Танасије Динић.  У пролеће 1940. Насенштајн је пребачен у Загреб да би консолидовао контакте међу хрватским сепаратистима и супротставио се раду тамошњих британских и француских обавештајних служби. 

### Тројни пакт и државни удар
Након аншлуса између Немачке и Аустрије 1938. године, Југославија је дошла да дели границу са Трећим рајхом и пала је под све већи притисак како су се њени суседи придружили силама Осовине. У априлу 1939. Италија је отворила другу границу са Југославијом када је извршила инвазију и окупирала суседну Албанију.  По избијању Другог светског рата југословенска влада је прогласила своју неутралност.  Између септембра и новембра 1940. године, Мађарска и Румунија су се придружиле Тројном пакту, сврставајући се уз Осовину, а Италија је извршила инвазију на Грчку. Од тог времена, Југославија је била готово потпуно окружена силама Осовине и њиховим сателитима, а њен неутрални став према рату постао је затегнут.  Крајем фебруара 1941. Бугарска је приступила Пакту. Следећег дана, немачке трупе су ушле у Бугарску из Румуније, затварајући обруч око Југославије.  У намери да обезбеди свој јужни бок за предстојећи напад на Совјетски Савез, Адолф Хитлер је почео да врши снажан притисак на Југославију да се придружи Осовини. Југословенска влада је 25. марта 1941. године, после извесног одлагања, условно потписала Пакт. Два дана касније, група прозападних, српских националистичких официра Ратног ваздухопловства Краљевске југословенске војске збацила је регента земље, кнеза Павла, у бескрвном државном удару, поставила његовог тинејџерског нећака Петра на трон и довела на власт "владу народног јединства“ на челу са генералом Душаном Симовићем.  Државни удар је разбеснео Хитлера, који је одмах наредио инвазију на земљу.  Када је дошло до пуча, Хелм је био у посети Берлину, а Краус у Београду. 

## Успостављање
Одмах након пуча, Хајдрих је позвао СС-штурмбанфирера Валтера Шеленберга, вршиоца дужности шефа Аусланд-СД-а, и наредио му да састави списак свих Југословена који су се противили нацистичкој Немачкој, како би могли да буду ухапшени током и након чекања инвазије. Ова листа је састављена на брзину и садржала је велики број грешака, али је брзо дошла до преко 4.000 имена. Хајдрих је тада именовао СС-стандартенфирера (СС-пуковника) Вилхелма Фукса да води Ајнзацгрупу Југославију (ЕГ Југославију), која се састоји од полицијских и безбедносних одреда, који ће бити одговорни за хапшење оних са списка. Фукс је био шеф одреда СД у окупираној Пољској. Фукс је 1. априла отишао у Беч, где је окупио око 60 функционера СД и Гестапоа, укључујући стручњаке за југословенске послове као што су Хелм и СС-штурмбанфирер Вилхелм Бајснер, који је био шеф југословенског одељења канцеларије Аусланд-СД у Берлину. Када је 6. априла почела инвазија Осовине на Југославију предвођена Немачком, Фукс и главнина ЕГ Југославије били су у Грацу са немачком 2. армијом, а мањи Ајнзацкоммандо (ЕК) предвођен СС-штурмбанфирером Јонаком био је са немачким трупама спремајући се да изврши инвазију на Југославију из Румуније. Фукс и његови људи су 8. априла били у Марибору и почели да хапсе људе са списка. Међутим, брзи успех инвазије значио је да је до 13. априла био у Загребу, па је брзо формирао други ЕК под Бајснером који ће деловати у новоствореној марионетској држави Осовине, Независној Држави Хрватској. 
Немачке снаге су ушле у Београд 12. априла, два дана касније, Јонак и његов ЕК су стигли, где их је дочекао Краус, који је преживео бомбардовање Београда у подруму бивше чехословачке амбасаде. Следећег дана, остатак Фуксове ЕГ Југославије стигао је у престоницу. Млади краљ Петар и његова влада побегли су из земље 15. априла, а југословенске снаге су се безусловно предале два дана касније. Тог дана, Хајдрих је стигао у Београд и састао се са Фуксом и остатком особља ЕГ Југославије, укључујући Хелма и Крауса. Хајдрих је објаснио да Немачка и њени савезници деле Југославију.  Поједину југословенску територију анектирали су њени суседи по Осовини, Мађарска, Бугарска и Италија. Немци су осмислили и подржали стварање НДХ, која је отприлике обухватала већи део предратне Бановине Хрватске, заједно са остатком данашње Босне и Херцеговине и неким суседним територијама. Италијани, Мађари и Бугари окупирали су и друге делове југословенске територије.  Немачка није анектирала ниједну југословенску територију, већ је заузела северне делове данашње Словеније и стационирала окупационе трупе у северној половини НДХ. Део Словеније под немачком окупацијом подељен је на две административне области које су стављене под управу гаулајтера суседних Рајхсгау Карнтена и Рајхсгау Штајерске. 
Преосталу територију, коју су чиниле ужа Србија, северни део Косова (око Косовске Митровице), и Банат, окупирали су Немци и ставили под управу немачке војне владе.  То је било због кључних железничких и речних транспортних путева који су пролазили кроз њега и његових вредних ресурса, посебно обојених метала.  Хајдрих је именовао Хелма за шефа Гестапоа на окупираној српској територији, а Крауса за начелника ЕК Београд, док је Фукс остао на челу ЕГ Југославије, са примарном одговорношћу за територију Србије коју су окупирали Немци. Фукс је такође био привремено одговоран за три ЕК основане у оквиру НДХ, са сједиштима у Загребу, Сарајеву и Осијеку. Јонаку је дата одговорност за експлоатацију југословенских архива у име РСХА. 

## Операције
Хајдрих се истог дана вратио у Берлин, а ЕГ Југославија је одмах прионула на посао, оснивајући ЕК Београд у окружном затвору у Улици краља Александра Првог, и слањем СС-Зондеркомандоса (ад хок оперативне групе, или СС-СК) у унутрашњост окупираној територији са разним задацима. Један од ових СС-СК, којим је командовао СС- штурмбанфирер Карл Хинтзе, лоцирао је патријарха Српске православне цркве Гаврила Петог, чије је име било на списку датом Фуксу. Склонио се у италијанску окупирану Црну Гору у манастиру Острог, али је ухапшен и пребачен у београдски затвор. Исти СС-СК запленио је стотине милиона новчаница југословенских динара и нешто злата које југословенска влада у бекству није могла да понесе са собом. У оквиру НДХ основана је ЕК Сарајево под СС-штурмбанфирером Алфредом Хајнриком, а у бугарском припојеном Скопљу основана је још једна ЕК под СС-хауптстурмфирером Рупертом Мандлом. На територији коју су анектирали Мађари, СС-оберстурмфирер Карл Памер је водио још један ЕК у Новом Саду, а у Банату под управом етничких Немаца, СС-оберстурмфирер Зоелер је основао свој ЕК првобитно у Панчеву, а касније га је преместио у Велики Бечкерек, данашњи Зрењанин.  У првим недељама окупације, СС-оберстурмфирер ЕК Београда Фриц Милер предводио је СС-СК у потрази за онима на списку, али му је недостајало људи за тај задатак, и у великој мери се ослањао на Abwehr и Geheime Feldpolizei (Тајну теренску полицију), да лоцира и ухапси тражене људе.  Ова потрага за траженим лицима била је главни почетни задатак ЕГ Југославије, а резултирала је слањем многих ухапшених људи у Гестапо у Грацу, или у концентрационе логоре у Трећем рајху.  Преглед је укључивао дипломатско особље на различитим функцијама, укључујући Берлин, упркос томе што је то представљало кршење дипломатског имунитета. Документи добијени од југословенске амбасаде у Берлину од стране Шеленбергових људи показују да је југословенски војни аташе пуковник Владимир Ваухник добијао информације од највиших ешалона Вермахта, пошто је обавестио Београд о детаљним информацијама о инвазији Осовине два дана пре него што је почело. 
Чим је инвазија завршена, Краус је постао свестан да бивши југословенски премијер Драгиша Цветковић жели да се врати на позицију моћи под немачком влашћу. На основу свог рада у Југославији пре инвазије, Краус је написао извештај у коме је препоручио да се овакав начин деловања не препоручује. 